# 연약권

섭입 경계에 나타난 연약권

연약권(Asthenosphere, 고대 그리스어의 ἀσθενός('힘이 없는')에서 유래)은 지구 상부 맨틀의 물성이 약하고 말랑말랑한 연성을 가진 영역이다. 암석권 아래에 있으며 지표면 아래 약 80~200 km 깊이에서부터 700 km 깊이까지 아래까지 뻗어 있지만, 연약권의 아래쪽 경계는 명확하게 정의되어 있지 않다.
연약권은 거의 고체 상태이지만, 약간 용융(암석의 0.1% 미만)된 상태이기 때문에 물성이 연약하다. 연약권이 상승하는 곳에서는 더 광범위한 감압 용융이 발생하며, 이는 지구상에서 가장 중요한 마그마가 생성되는 원천이다. 이는 해령 현무암(MORB)과 섭입대 또는 대륙 열곡 지역에서 분출하는 일부 마그마의 원천이다.

## 특징

지구 구조의 다른 층과 관련된 연약권

연약권은 암석권 바로 아래 상부 맨틀의 일부로, 판 구조 운동과 지각 평형 조절에 관여한다. 주로 감람석과 휘석 광물을 포함하는 감람암으로 구성되어 있다. 암석권-연약권 경계는 관례적으로 1,300 °C (2,370 °F)의 등온선 경계로 정의된다. 더 낮은 온도의 지표면에 가까운 곳에서는 맨틀이 단단하게 작용하며, 더 깊고 높은 온도의 지표면 아래에서는 맨틀이 연성 방식으로 움직인다. 연약권은 맨틀 암석이 용융점에 가장 가까워지는 곳이며, 소량의 용융물이 이 층에 존재할 가능성이 높다.
지진파는 위에 놓인 암석권 맨틀에 비해 연약권을 비교적 느리게 통과한다. 따라서 연약권은 저속도대(LVZ)라고 불리기도 하지만, 엄밀히 말하면 두 가지는 같지 않다. LVZ의 하부 경계는 180~220 km 깊이에 있는 반면, 연약권의 바닥은 약 700 km 깊이에 있다. LVZ는 또한 높은 지진 감쇠(연약권을 통과하는 지진파가 에너지를 잃음)와 상당한 비등방성(수직으로 편광된 전단파가 수평으로 편광된 전단파보다 속도가 느림)을 가진다. LVZ의 발견은 지진학자에게 연약권의 존재를 알리고 그 물리적 특성에 대한 정보를 제공했는데, 이는 강성이 감소함에 따라 지진파 속도가 감소하기 때문이다. 암석권에서 연약권으로의 지진파 속도 감소는 연약권에 매우 적은 양의 용융물이 존재하기 때문일 수 있지만, 연약권은 S파를 전달하므로 완전히 용융된 상태는 아니다.
해양 맨틀에서 암석권에서 연약권으로의 전이(LAB)는 대륙 맨틀보다 얕고(일부 오래된 해양 지역에서는 약 60 km) 급격하고 큰 속도 저하(5~10%)를 보인다. 해령에서는 LAB가 해저 몇 킬로미터 이내로 상승한다.
연약권의 상부는 지구 지각의 거대하고 단단하며 부서지기 쉬운 판이 움직이는 구역으로 여겨진다. 연약권 내의 온도와 압력 조건으로 인해 암석은 연성을 띠며, 선형 거리로 수천 킬로미터에 이르는 변형률로 cm/년에 걸쳐 움직인다. 이런 식으로 연약권은 대류처럼 흐르면서 지구 내부에서 외부로 열을 방출한다. 연약권 위에서는 같은 변형률에서도 암석은 탄성적으로 행동하며, 부서지기 쉽기 때문에 단층을 유발할 수 있다. 단단한 암석권은 천천히 흐르는 연약권 위에서 "떠다니거나" 움직인다고 추정되며, 이는 지각 평형설을 가능하게 하고 판 운동을 허용한다.

## 경계
연약권은 표면 아래 약 80~200 km 지점부터 시작하여 약 700 km 깊이까지 이어진다.

### 암석권-연약권 경계
암석권-연약권 경계(LAB)는 비교적 뚜렷하며 부분 용융의 시작 또는 구성이나 비등방성의 변화와 일치할 가능성이 높다. 경계에 대한 다양한 정의는 경계 영역의 다양한 측면을 보여준다. 지진 데이터를 통해 정의된 기계적 경계(단단한 암석권에서 연성 연약권으로의 전이를 반영) 외에도, 열이 열전도에 의해 전달되고 그 아래에서는 주로 대류에 의해 열이 전달되는 열 경계층, 점성이 약 1021 Pa-s 아래로 떨어지는 유동학적 경계, 그 위에서는 맨틀 암석이 휘발성 물질이 고갈되고 아래 암석에 비해 마그네슘이 풍부한 화학적 경계층이 있다.

### 연약권의 하부 경계
연약권의 하부 경계는 잠정적으로 정의된 하부 맨틀 또는 하부 맨틀층의 상단으로, 명확하게 정의되어 있지는 않지만 상부 맨틀의 바닥에 있다. 이 경계는 지진학적으로 뚜렷하지 않으며 잘 이해되지 않고 있지만, 복잡한 670 km 불연속면과 거의 일치한다. 이 불연속면은 일반적으로 링우드석을 포함하는 맨틀 암석에서 브리지마나이트와 페리클라스를 포함하는 맨틀 암석으로의 전이와 관련이 있다.

## 기원
연약권의 물성은 암석의 부분 용융이 가장 큰 원인이다. 소량의 용융물이 연약권 대부분에 존재할 가능성이 높으며, 이는 맨틀 암석에 존재하는 미량의 휘발성 물질(물 약 100 Ppm 및 이산화 탄소 약 60 ppm)로 안정화된다. 그러나 암석의 0.1%를 넘지 않는 용융량은 연약권의 존재를 완전히 설명하기에는 불충분해 보인다. 이 정도의 용융량은 암석 내 결정립 경계를 완전히 적시기에는 부족하며, 결정립 경계가 완전히 적시지 않으면 용융물이 암석의 물성에 미치는 영향은 크지 않을 것으로 예상된다. 뚜렷한 암석권-연약권 경계 또한 부분 용융만으로는 설명하기 어렵다. 연약권은 맨틀 광물 내 물의 용해도가 최소인 구역이어서 더 많은 물이 더 많은 양의 용융물을 형성하는 데 사용될 수 있을 가능성이 있다. 물성 약화를 유발하는 또 다른 가능한 메커니즘은 결정립 경계 미끄러짐으로, 이는 스트레스 하에서 여러 결정립이 서로 약간씩 미끄러지는 현상이며, 존재하는 미량의 휘발성 물질에 의해 윤활된다. 해양판 아래의 약화는 비선형 전위 크리프 메커니즘 덕분에 판 자체의 움직임에 부분적으로 영향을 끼친다.
점성이 온도와 변형률 모두에 의존하는 맨틀 대류의 수치 모델은 해양 연약권을 신뢰할 수 있게 생성하며, 이는 변형률 약화가 중요한 기여 메커니즘임을 시사하고 태평양판 아래의 특히 약한 연약권을 설명한다.

## 마그마 생성
지표면으로 기어 올라오는 연약권 암석의 감압 용융은 지구상에서 가장 중요한 마그마의 원천이다. 이 마그마의 대부분은 해령에서 분출하여 해양 지각의 특징적인 해령 현무암(MORB)을 형성한다. 마그마는 또한 섭입대 위의 연약권과 대륙 열곡 지역에서 감압 용융으로 생성된다.
상승하는 연약권에서의 감압 용융은 약 100~150 km 깊이에서 시작될 가능성이 높으며, 이 깊이에서는 맨틀 암석에 소량의 휘발성 물질(물 약 100 Ppm 및 이산화 탄소 약 60 ppm)이 존재하여 암석의 0.1% 미만만 용융되도록 돕는다. 약 70 km 깊이에서는 건조 용융 조건에 도달하여 용융이 크게 증가한다. 이는 남아있는 고체 암석을 탈수시키며 화학적으로 고갈된 암석권의 기원일 가능성이 높다.

## 같이 보기
- 지진학

## 참고 문헌
- Hirschmann, Marc M. (March 2010). 《Partial melt in the oceanic low velocity zone》. 《Physics of the Earth and Planetary Interiors》 179. 60–71쪽. Bibcode:2010PEPI..179...60H. doi:10.1016/j.pepi.2009.12.003.
- Karato, Shun-ichiro (March 2012). 《On the origin of the asthenosphere》. 《Earth and Planetary Science Letters》. 321-322. 95–103쪽. Bibcode:2012E&PSL.321...95K. doi:10.1016/j.epsl.2012.01.001.
- Patočka, Vojtěch; Čížková, Hana; Pokorný, J. (2024년 11월 12일). 《Dynamic Component of the Asthenosphere: Lateral Viscosity Variations Due to Dislocation Creep at the Base of Oceanic Plates》. 《Geophysical Research Letters》 51. Bibcode:2024GeoRL..5109116P. doi:10.1029/2024GL109116.
- Kearey, P.; Klepeis, Keith A.; Vine, F.J. (2009). 《Global Tectonics》 3판. Oxford: Wiley-Blackwell. ISBN 978-1-4051-0777-8. OCLC 132681514.
- McBride, Neil; Gilmour, Iain (2004). 《An Introduction to the Solar System》. Cambridge University Press. ISBN 978-0-521-54620-1. 2016년 1월 24일에 확인함.
- Turcotte, Donald L.; Schubert, Gerald (2002). 《Geodynamics》 2판. 케임브리지 대학교 출판부. ISBN 978-0-521-66624-4. 2016년 1월 24일에 확인함.